# 迪巴瓦赫湖
1°0′35″S 100°43′51″E / 1.00972°S 100.73083°E

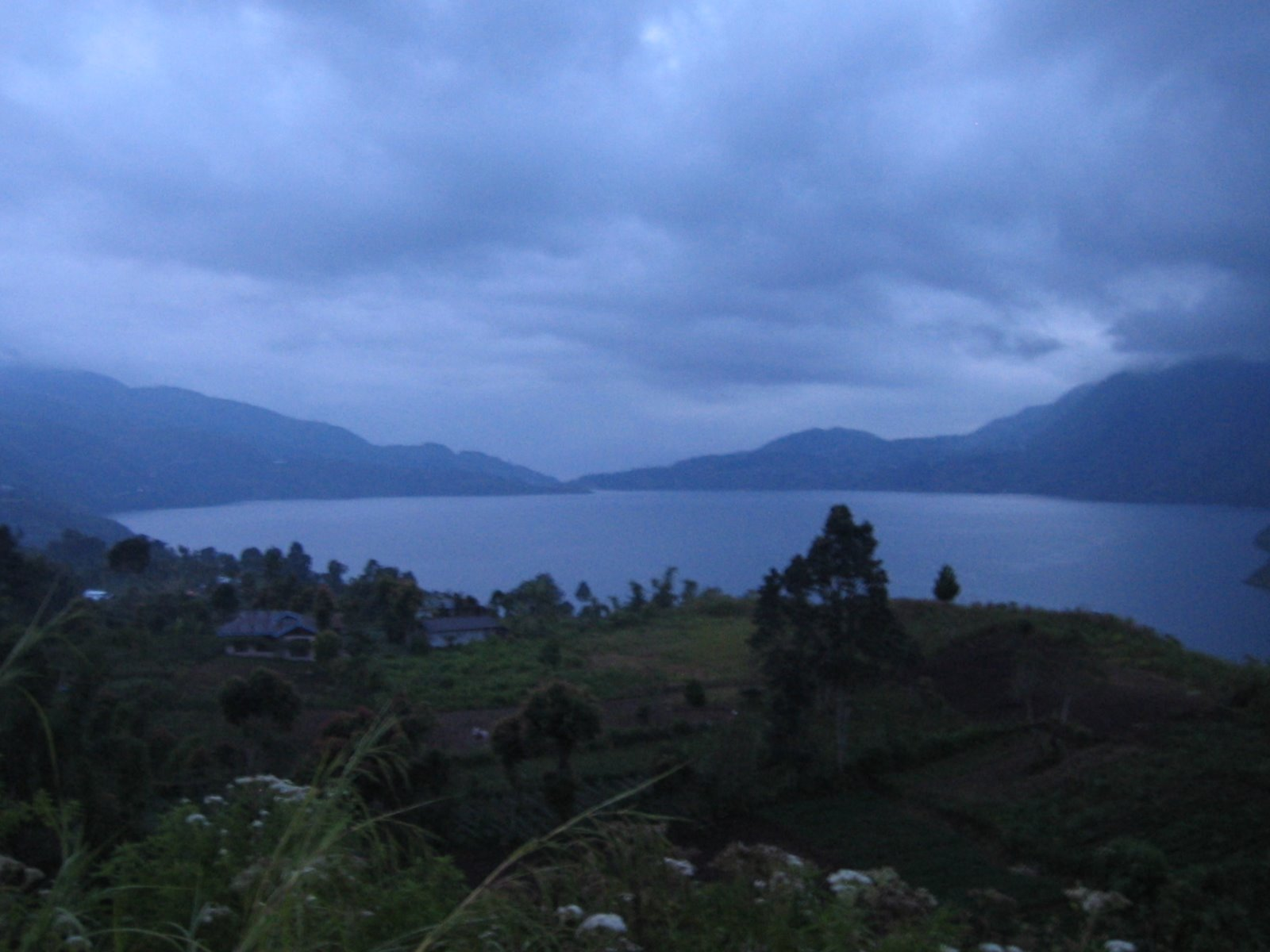

迪巴瓦赫湖是印度尼西亞的湖泊，由西蘇門答臘省負責管轄，面積11.2平方公里，海拔高度309米，最大水深1,462米，該湖和迪亞塔斯湖被稱為雙子湖。